# Bornstraße 2 (Weimar)
Das Haus Bornstraße 2 ist im Weimarer Ortsteil Süßenborn ein ehemaliges Schulgebäude, das als Wohngebäude genutzt wird. Dieses ist denkmalgeschützt. In Süßenborn befindet sich das einstige Schulgebäude in einer exponierten Lage.

## Beschreibung
Laut einer Inschrift am Schlussstein des Einganges wurde das Gebäude 1817 errichtet. Es wurde allerdings bereits 1587 erstmals ein Lehrer in Süßenborn erwähnt. Der Ort hatte noch 1945 nur einen einzigen.
Der Bau ist einheitlich verputzt äußerlich gut erhalten. Er besitzt ein steiles Krüppelwalmdach. Das Gebäude ist zweigeschossig und wurde im Erdgeschoss aus mit Lehmmörtel gesetztem Bruchstein, im Obergeschoss aus Fachwerk mit Steinfüllung errichtet. Die Fenster des Erdgeschosses haben scharrierte Sandsteingewände. Die Straßenfront ist fünfachsig. Der Schlussstein am Hauseingang mit flachbogigem Oberlicht trägt die Inschrift „NOVUM/1817“. Die Schule ist durch einen dreizonigen Grundriss mit Mittelflur gekennzeichnet. Aus der Erbauungszeit blieb das Kehlbalkendach mit liegendem Stuhl erhalten. Alles sonstige wurde im Laufe des 19. Jahrhunderts in mehreren Etappen verändert oder erneuert. Der Bau hat wegen der Nähe zum Schmerlbach keine Unterkellerung. Zu Speicherzwecken wurde ein separater Hochkeller an der gegenüberliegenden Straßenseite genutzt.
In den Weimarer Geschichten der Helene Böhlau wurde die Schule in Süßenborn erwähnt.